# Le Luart
Le Luart – miejscowość i gmina we Francji, w regionie Kraj Loary, w departamencie Sarthe.
Według danych na rok 1990 gminę zamieszkiwały 952 osoby, a gęstość zaludnienia wynosiła 78 osób/km² (wśród 1504 gmin Kraju Loary Le Luart plasuje się na 597. miejscu pod względem liczby ludności, natomiast pod względem powierzchni na miejscu 909.).